# نويلي فيون
نويلي فيون (بالفرنسية: Noyelle-Vion)‏ هي بلدية تقع في إقليم باد كاليه من منطقة نور با دو كاليه في شمال فرنسا. تبلغ مساحة هذه المدينة 5.36 (كم²)، وترتفع عن سطح البحر 110 م، يبلغ عدد سكانها 254 نسمة حسب إحصاء المعهد الوطني للإحصاء والدراسات الاقتصادية سنة 2009 م. وترأس Gérard Nicolle البلدية خلال فترة (2008-2014).